# Louise Müller (schrijfster)
Louise Müller was een Zwitserse schrijfster.

## Biografie
Louise Müller bracht in 1899 samen met haar collega Hedwig Blesi een verzameling van sprookjes en verhalen uit in het Zwitserduits dialect voor kinderen van vier tot zeven jaar. Het kinderboek kende een groot succes in Zwitserland en werd tot 1966 13 keer uitgegeven.

## Werken
- (de)  Erzahlungen und Marchen in Schweizer Mundart fur Kinder von 4 bis 7 Jahren, 1899 (samen met Hedwig Blesi).